# ویویان بانوویچ
ویویان بانوویچ (مجاری: Bánovits Vivianne؛ ‏ ۲۹ اوت ۱۹۹۰) بازیگر تئاتر، سینما و تلویزیون اهل مجارستان است.
او در سوئد به دنیا آمد اما دوران کودکی‌اش را در شهر اِگِـر گذراند. وی دانش‌آموختهٔ دانشگاه هنرهای نمایشی و فیلم بوداپست است.
از فیلم‌ها یا مجموعه‌های تلویزیونی که وی در آن‌ها نقش داشته است، می‌توان به ۱۹۴۵ و هم‌طلاقان اشاره نمود.